# Jan Van Mierlo
Jean François (Jan) Van Mierlo (Turnhout, 16 oktober 1888 - Oud-Turnhout, 18 december 1977) was een Belgisch senator.

## Levensloop
Jan Van Mierlo was de zoon van een tijkwever. Hij studeerde aan het Sint-Jozefscollege van Turnhout. 
Tijdens de Eerste Wereldoorlog richtte hij in Baarle-Nassau een drukkerij (NV LOVI, later NV Lityca) op en vanaf 1919 bracht zijn activiteiten van drukker over naar Turnhout. In januari 1934 kwam er een nieuw bedrijfsgebouw in Mol en in 1932 werd er aan de drukkerij een uitgeverij toegevoegd, die geleid werd door Jozef Simons. Tevens was Van Mierlo onder meer van 1932 tot 1944 de uitgever van het katholieke Vlaamsgezinde weekblad De Week en vanaf 1934 uitgever van het federalistische blad Nieuw Vlaanderen. In 1947 werd NV Lityca omgevormd tot de NV Van Mierlo-Proost.
In 1925 trad hij toe tot de Katholieke Vlaamse Volkspartij van Thomas Debacker, die zich afgesplitst had van de Katholieke Partij. Van Mierlo werd de officiële partijvoorzitter van de KVV.
Na de verkiezingen van 1929 werd hij onverwacht lid van de Senaat als provinciaal senator voor de provincie Antwerpen. Hij raakte verkozen als senator door het samengaan van de katholieke en Vlaams-nationalistische provincieraadsleden. Zijn parlementaire activiteiten stelden weinig voor en in 1931 werd hij uit de Vlaams-nationalistische Senaatsgroep gestoten toen hij weigerde om het door Vlaams-nationale Kamerleden ingediende Federale Statuut te ondertekenen. Vanaf dan bleef hij uit parlement weg. Zijn mandaat als senator liep af in 1932.
Ondertussen was Van Mierlo openlijk in conflict geraakt met Thomas Debacker en het KVV, omdat hij een tegenstander was van het Grootneerlandisme. In december 1931 verzoende hij zich met het KVV, maar nadat activist August Borms op een partijmeeting het woord voerde, nam hij in mei 1932 definitief ontslag uit de partij. Vervolgens zocht hij toenadering tot de Katholieke Partij.
Bij het begin van de Tweede Wereldoorlog werd Van Mierlo in mei 1940 als staatsgevaarlijk opgepakt en weggevoerd naar Frankrijk. In augustus 1940 ondertekende hij de oproep voor de Volksbeweging van het VNV, maar bleef buiten de collaboratie. Na de Bevrijding werd hij dan ook niet vervolgd. Na de oorlog was hij nog actief in een aantal economische organisaties in de Kempen.